# 手尾錢
手尾物是福建、台灣漢人喪葬習俗中死者瀕死前手上所遺留之物品、金錢，以及平日常用之物品，其中金錢又稱為手尾錢，傳統民俗相信享高壽而逝世者（喜喪）的遺物會為親人帶來福氣，故在世的親屬都會樂於使用。。而手尾錢則象徵死者愛護子孫，以及代表子孫有傳承的責任。  
除了在瀕死前手上所留的財物外，在喪葬禮儀上也有在死者蓋棺之前讓死者手中握一些錢作為手尾錢，亦有剪下遮身幡、壽衣一小部份作為禮俗上象徵式的手尾錢，亦有預先把硬幣放在死者所穿壽衣的袖子或口袋裡作為手尾錢，現代還有以鈔票為手尾錢者。這種儀式叫分手尾、散手尾錢、放手尾錢或分手尾物。有些以硬幣作為手尾錢者在散手尾錢時要先把硬幣倒進鐵鍋，讓硬幣叮噹響，寓意子孫響叮噹。有些地區的習俗在散手尾錢後，子孫要把收到的手尾錢用繩帶穿起繫在手上，稱為結手尾錢或帶手尾錢。手尾錢通常都平均分配給在世親屬，表示公平對待。

## 用途
一種說法認為手尾錢不應該花掉，而是應該存起來發揮「錢母」的作用，保佑子孫財運。亦有說法指手尾錢可用作投資和唸書等有利將來賺錢的事。還有一種說法認為只要不要拿去做壞事、亂花都還好。

## 資料來源
1. 1 2  .   [2016-06-21]. （原始内容存档于2016-08-12）.
2. 1 2 3 4  .   [2016-06-21]. （原始内容存档于2016-08-01）.
3. 1 2  .   [2016-06-21]. （原始内容存档于2016-09-19）.
4. 1 2  手尾錢[永久]
5. ↑  .   [2016-06-21]. （原始内容存档于2016-08-11）.
6. ↑   (PDF).   [2016-06-21]. （原始内容 (PDF)存档于2016-08-10）.
7. ↑  .   [2016-06-20]. （原始内容存档于2016-07-01）.

## 外部連結
- 中華民國內政部全國殯葬資訊入口網 （页面存档备份，存于）
- 臺北市殯葬管理處
- 祖孫之情／阿公的手尾錢 2015-12-15 聯合報 徐夢陽 （页面存档备份，存于）